# Kościół św. Doroty w Orlem
Kościół św. Doroty w Orlu – katolicki kościół parafialny znajdujący się w Orle (powiat radziejowski). Jest siedzibą parafii pod tym samym wezwaniem.

## Historia
Parafia oraz drewniana świątynia powstały we wsi w początkach XV wieku. Przez czas dłuższy parafia była bardzo uboga i nie miała proboszcza. W 1639 kościół był w katastrofalnym stanie, grożącym zawaleniem. Obecna świątynia pochodzi z 1775 i została zbudowana staraniem księdza Tomasza Rakowicza, który był proboszczem w nieodległym Witowie. W okresie 1922 (1918)-1927 obiektowi przedłużono nawę, jak również dobudowano charakterystyczne wieżyczki oraz kaplicę i oszalowano go. Niemieccy naziści aresztowali miejscowego polskiego proboszcza w 1941 i parafia przestała działać. Niemieccy naziści używali kościoła jako kwatery dla robotników przymusowych. Po zakończeniu II wojny światowej parafia ponownie zaczęła funkcjonować. Kościół remontowano w 1976. 

## Architektura
Jednonawowy kościół jest drewniany, wzniesiony w konstrukcji zrębowej, z prezbiterium węższym od nawy i zamkniętym trójbocznie. Po bokach prezbiterium zlokalizowano dwie zakrystie. Kruchta umieszczona jest w bocznej części nawy. Nad nawą nadbudowano czworoboczną wieżę, która jest nakryta namiotowym dachem (gonty). Dwukalenicowy dach nad nawą jest pokryty blachą. Nad prezbiterium dach pokryto gontem. Nad nawą umieszczona jest sygnaturka, także pokryta dachem namiotowym (gonty). Obok kościoła stoi dzwonnica parawanowa z trzema dzwonami, w tym jeden z 1922 (przed nią umieszczono murowany ołtarz polowy).

## Otoczenie
Przy kościele stoi głaz pamiątkowy (2010) z tablicą upamiętniającą dwóch Polaków (miejscowych proboszczów) zamordowanych przez niemieckich nazistów w ich obozie koncentracyjnym w Dachau:
- Bronisława Placka (proboszcza w latach 1934-1936, zamordowany 20 maja 1942),
- Stanisława Stanisza (proboszcza w latach 1938-1941, zamordowany 3 sierpnia 1942)[5].